# Donkere dagen
Donkere dagen is een lied van de Nederlandse producer Trobi in samenwerking met de Marokkaans-Nederlandse rapper Lijpe en de Nederlandse rapper Emms. Het stond in 2022 als eerste track op het album Trobi on the beat van Trobi.

## Achtergrond
Donkere dagen is geschreven door Abdel Achahbar, Daniel Lee, Emerson Akachar, Bryan du Chatenier en Rangel Silaev en geproduceerd door Trobi. Het is een nummer dat past in het genre nederhop met effecten uit de trap. In het lied rappen de artiesten over hun moeilijke en donkere verleden en hun pad naar succes. 
Het is de eerste keer dat de drie artiesten samen op een lied te horen zijn. Wel werd er onderling al samengewerkt. Trobi en Lijpe deden dit op Voor jou. Ze herhaalden de samenwerking op 100 doezoe cash en Freestyle. Emms en Lijpe werkten voor Donkere dagen nog niet met elkaar samen, maar deden dit wel nogmaals na Donkere dagen. Dit was op Zolang ik er ben.

## Hitnoteringen
Ondanks dat het nummer niet als single werd uitgebracht, hadden artiesten toch bescheiden succes met het lied in Nederland. Het piekte op de 25e plaats van de Single Top 100 in de vijf weken dat het in deze hitlijst te vinden was. De Top 40 en haar Tipparade werden niet bereikt.